# Vanity
Vanity, de son nom de naissance Denise Katrina Matthews, connue aussi sous les pseudonymes Denise Matthews-Smith et D.D. Winters, est une artiste canadienne née le 4 janvier 1959 à Niagara Falls (Ontario) et morte le 15 février 2016 à Fremont (Californie), connue principalement comme chanteuse et actrice, souvent affiliée au chanteur Prince, son mentor de l'époque.

## Biographie
Elle a fait partie du groupe féminin canadien de R'n'B Vanity 6, dont elle était la chanteuse principale. Elle était connue aussi pour avoir été prise sous son aile par Prince. Elle a mis fin à ses différentes carrières à la fin des années 1990.
Denise Matthews est née en Ontario au Canada d'un père afro-américain et d'une mère juive polonaise. Elle débute rapidement une carrière dans le mannequinat. En 1977, elle remporte son premier concours de beauté. Le 25 janvier 1982, elle se rend aux American Music Awards. Elle fait alors la rencontre de Prince, qui devient son mentor. 
Prince, qui projette de constituer un groupe exclusivement féminin appelé The Hookers (Les Prostituées) choisit son assistante Jamie Shoop mais elle se désistera. Il se tourne alors vers Denise Matthews qui saisit cette occasion. Ce dernier lui choisit le nom de scène Vagina, qu'elle refuse. Ce sera Vanity et le groupe sera baptisé Vanity 6.
Le titre Nasty Girl tiré de l'album Vanity 6 sorti en 1982 est un succès, et l'album est certifié Disque d'or (500 000 exemplaires écoulés). S'ensuit une tournée, et une couverture du magazine Rolling Stone aux côtés de Prince. L'officialisation de la relation des deux amants provoque le début des tensions au sein du groupe. Prince entretient parallèlement une relation avec Susan, une autre membre du groupe. C'est à l'époque de la préparation du film Purple Rain, de Prince, que Vanity décide de quitter le groupe pour poursuivre une carrière solo. 
Vanity sortira ensuite deux albums sur le label Motown, mais dont le succès mitigé va la plonger dans les travers d'une jeune rock star sur le déclin. En 1987, elle se fiance avec Nikki Sixx, le bassiste de Mötley Crüe, avec qui elle partage le goût pour la musique, mais aussi une dépendance aux drogues dures. 
En 1994, les médecins lui diagnostiquent une insuffisance rénale consécutive à une overdose, qui a failli lui être fatale et qui lui vaudra trois mois d'hospitalisation. Elle consacre alors le reste de sa vie à l'évangélisme. Vanity s'éteint le 15 février 2016, à 57 ans, deux mois seulement avant son ancien mentor Prince, décédé le 21 avril 2016, à 57 ans également.

## Filmographie

### Cinéma
- 1980 : Le Monstre du train : Merry (créditée en tant que D.D. Winters)
- 1980 : Tanya's Island : Tanya (créditée en tant que D.D. Winters)
- 1985 : Le Dernier dragon : Laura Charles
- 1986 : Stargrove et Danja, agents exécutifs : Danja Deering
- 1986 : Paiement cash : Doreen
- 1987 : Homicide à Wall Street : Rina
- 1988 : Action Jackson : Sydney Ash
- 1991 : Neon City : Reno
- 1993 : Tueur sur commande : Lupe
- 1993 : South Beach : Jennifer Derringer
- 1997 : Kiss of Death : Blair

### Télévision

#### Séries télévisées
- 1987 : Deux flics à Miami : Ali Ferrand (saison 3 épisode 20)
- 1987 : Mike Hammer : Holly (saison 3 épisode 21)
- 1988 : Un duo explosif : K.C. Morgan (saison 2 épisode 6)
- 1989 : Vendredi 13 : Angelica (saison 2 épisode 20)
- 1989 : Booker : Tina Maxwell (saison 1 épisode 8)
- 1991 : Les Contes de la crypte : Kathrine (saison 3 épisode 6)
- 1991 : Un privé sous les tropiques : Maria (saison 2 épisode 2)
- 1992 : Les Dessous de Palm Beach : Chantel (saison 1 épisode 20)
- 1992 : Highlander : Rebecca Lord (saison 1 épisode 10)
- 1993 : Force de frappe : Sandra (saison 3 épisode 21)

#### Téléfilms
- 1990 : Meurtre en mémoire : Carmen
- 1992 : Business Woman : Mary Lou Morley

## Discographie

### Albums

#### avecVanity 6
- 1982 : Vanity

#### en solo
- 1984 : Wild Animal
- 1986 : Skin on Skin

### Singles

#### avecVanity 6
- 1982 : He's so Dull
- 1982 : Nasty Girl
- 1982 : Drive me Wild

#### en solo
- 1984 : Pretty Mess
- 1985 : Mechanical Emotion
- 1986 : Under the Influence
- 1986 : Animals
- 1988 : Undress

## Distinctions

### Nominations
- Saturn Award :
  - Nommée au Saturn Award de la meilleure actrice dans un second rôle 1987 (Paiement cash)
- Razzie Award :
  - Nommée au Razzie Award de la pire chanson originale 1986 (7th Heaven du film The Last Dragon, chanson écrite avec Bill Wolfer)
  - Nommée au Razzie Award de la pire actrice 1989 (Action Jackson)